# Erick Torres Velasco
Erick Torres (* Guayaquil, 25 de febrero de 1993). es un futbolista ecuatoriano que juega de delantero en el Delfín SC de la Serie B de Ecuador

## Clubes
| Club                | País    | Año       |
| ------------------- | ------- | --------- |
| River Plate Ecuador | Ecuador | 2010-2012 |
| Águilas             | Ecuador | 2012      |
| River Plate Ecuador | Ecuador | 2013      |
| Delfín SC           | Ecuador | 2013      |
| Grecia              | Ecuador | 2014      |
| Delfín SC           | Ecuador | 2014-     |

## Palmarés

### Campeonatos nacionales
| Título            | Club      | País    | Año  |
| ----------------- | --------- | ------- | ---- |
| Segunda Categoría | Delfín SC | Ecuador | 2013 |